# Dimas (giocatore di calcio a 5)
Edimar Antônio Oliveira dos Santos, noto anche con lo pseudonimo di Dimas, (Água Doce, 7 novembre 1986), è un giocatore di calcio a 5 brasiliano, di  ruolo pivot.

## Palmarès

### Competizioni nazionali
- Campionato sudamericano: 1

Jaraguá
- Coppa del Brasile: 1

Jaraguá
- Coppa Italia: 1

Lazio:  2010-11
- Campionato di Serie A2: 1

Olimpus Roma: 2020-21 (girone B)

### Individuale
- Capocannoniere della Serie A2: 1

2020-21 (39 gol)
- Capocannoniere della Coppa Italia di Serie A2: 1

2020-21 (4 gol)